# 散在ガ池
散在ガ池（さんざがいけ）、散在ヶ池、または鎌倉湖（かまくらこ）は、神奈川県鎌倉市今泉台7丁目にある明治時代初めに造られた溜池・人造湖。現在は周囲の丘陵と森林とともに散在ガ池森林公園として鎌倉市民の憩いの場となっている。

## 概要
鎌倉市今泉から岩瀬を経て大船に至り、大船駅北側で柏尾川に合流する砂押川の源流地の沢にある。
散在ヶ池のある土地は、もともと今泉山称名寺の寺領だったが、江戸時代末の安政年間（1854年-1859年）のころに所有権を大船・岩瀬・今泉の3村に無償分与したため「散在の山」と呼ばれるようになったという。
明治時代となった1869年（明治2年）、小菅ケ谷村の代官であった梅澤与次右エ門が有志を募って堤を構築し、沢の湧水を堰き止めて灌漑用の溜池を造った。これが「散在の山の池」ということで「散在池（さんざいけ）」と呼ばれ、後に「散在ヶ池（さんざがいけ）」になったという。
1959年（昭和34年）に堤の大規模な改修が行われた。1967年（昭和42年）-68年（昭和43年）には、背後の標高90メートル級の丘陵地の上部が造成されて今泉台という住宅地となると、その調整池としての機能が付け加えられた。